# نوكيا 6600 فولد
نوكيا 6600 فولد (بالإنجليزية: Nokia 6600 fold)‏ هو هاتف محمول من نوكيا.

## الخصائص
- الشاشة: إل سي دي
- الوزن: 110 غرام
- الذاكرة: 15 ميجابايت